# Rivalerna (film, 1943)
Rivalerna (engelska: Crash Dive) är en amerikansk långfilm från 1943 i regi av Archie Mayo, med Tyrone Power, Anne Baxter, Dana Andrews och James Gleason i rollerna. Filmen vann en Oscar för bästa specialeffekter vid Oscarsgalan 1944.

## Handling
En amerikansk ubåt, USS Corsair, är på uppdrag i nordatlanten för att jaga tyska krigsfartyg. Den nya sekonden, löjtnant Ward Stewart (Tyrone Power), har blivit förflyttad tillbaka till ubåtsflottan efter att tidigare ha varit chef för ett mindre ytfartyg. Vid ubåtsbasen i New London, Connecticut frågar han sin nya kapten, Dewey Connors (Dana Andrews), för en helgs permission så han kan ordna upp sina affärer. På ett tåg på väg till Washington D.C. träffar han lärarinnan Jean Hewlett (Anne Baxter) och de blir förälskade.
Stewart och Connors får respekt för varandra efter att ha varit i strid tillsammans. Men det Stewart inte vet är att Connors också är förälskad i Jean. Det blir en ansträngd stämning mellan männen när de båda inser att de är rivaler.

## Rollista
| Tyrone Power    | – Lt. Ward Stewart           |
| Anne Baxter     | – Jean Hewlett               |
| Dana Andrews    | – Lt. Cmdr. Dewey Connors    |
| James Gleason   | – Chief Mike 'Mac' McDonnell |
| Dame May Whitty | – Grandmother                |
| Harry Morgan    | – Brownie                    |
| Ben Carter      | – Oliver Cromwell Jones      |

## Produktion
Tyrone Power skulle inställa sig hos marinkåren den 1 oktober 1942, men fick sin inställan uppskjuten för att kunna slutföra filmen. Hans karriär lades på is under kriget och hans nästa film kom att bli Den vassa eggen, 1946.

## Utmärkelser
- Oscar
  - Vinst: Bästa specialeffekter (Fred Sersen, foto; Roger Heman Sr., ljud)[2]